# Хорошевка (Липецкая область)
Хороше́вка — деревня в Липецком районе Липецкой области. Входит в состав Тележенского сельсовета.

## Этимология
В названии деревни — качественная характеристика места, которое было занято первопоселенцами.

## История
Деревня возникла в XVIII веке. Впервые упоминается в документах в 1702 году.

## Население
| 2010 | 2012 |
| ---- | ---- |
| 98   | ↗124 |